# 八雲町立八雲中学校
八雲町立八雲中学校（やくもちょうりつ やくもちゅうがっこう）は、北海道二海郡八雲町東雲町に所在する公立中学校。
2020年度（令和2年度）現在、生徒数は約250名。

## 沿革
- 1947年（昭和22年）4月の新教育制度の施工によって、5月に校名を「八雲中学校」として設立された。
- 1951年（昭和26年）仮校舎から校舎と体育館を移転改築した。
- 1952年（昭和27年）校歌が制定される。
- 1957年（昭和32年）特別支援学級「ひまわり学院」を設置。このころの生徒数は1000名を上回った。
- 1962年（昭和37年）全校生徒数が1201名。マンモス校となっていた。
- 1977年（昭和52年）校舎は建設から30年以上が経過していて木造の部分が危険校舎とみなされたので、校舎全面改築を検討した。
- 1981年（昭和56年）新校舎（現校舎）が完成。鉄筋コンクリート造4階建で、200人以上が入れる音楽堂やスタジオ付きの放送室、理科室を第1教室と第2教室にわけ、全校電気暖房式の校舎で当時からすると近代的な校舎になった。
- 2016年（平成28年）屋内運動場（体育館）が建設から約60年近くが経過していたため、改築を検討。11月に新屋内運動場（体育館）完成。
- 2017年（平成29年）旧体育館跡地にテニスコート設置。
- 2024年（令和6年）校舎長寿命化大規模改修工事　完了

## 概要
1947年（昭和22年）、八雲町立八雲中学校として設立認可され、野田生、山越、山崎、大関、黒岩、八雲鉱山の六小学校に分校を併設する。初代校長は、桑山誠一。桑山誠一は八雲中学校の校歌を作詞した。
校舎は1981年（昭和56年）に建てられた、鉄筋コンクリート造4階建て。体育館は2016年（平成28年）に新しく建てられた。2017年（平成29年）には、テニスコートが設置された。さらに2024年には、校舎の老朽化のため大規模長寿命化改修を行った。
運動系部活動は陸上競技部やスキー部が全国大会への出場が多い。文化系部活動は吹奏楽部、美術部のコンクールへの入賞が多い。姉妹校は松江市立八雲中学校。

## 生徒数
- 2020年度
  - 1学年 70名
  - 2学年 96名
  - 3学年 89名
  - 特別支援学級 3名
- 計 255名

## 部活動
現在
- 陸上競技部
- 野球部
- 男子ソフトテニス部
- 女子ソフトテニス部
- 男子バスケットボール部
- 女子バスケットボール部
- 卓球部
- 吹奏楽部
- 手芸部
- 美術部
- 柔道部
- 剣道部
- 水泳部
- スキー部

過去
- 英語研究部
- 体操部
- 言語研究部
- 総合文化部
- バレーボール部
- サッカー部

## 所在地
- 北海道二海郡八雲町東雲町31-1
- 八雲駅から徒歩で約10分